# Altdorf bei Nürnberg
Altdorf bei Nürnberg är en stad i Landkreis Nürnberger Land i Regierungsbezirk Mittelfranken i förbundslandet Bayern i Tyskland, 25 km öster om Nürnberg. 
Det är känt bland annat för Altdorfs universitet.